# 丸守村
丸守村（まるもりむら）は福島県安積郡にかつて存在した村である。

## 地理
- 現在の郡山市の北西部、旧熱海町の南部に位置する。
- 村は五百川の南岸に位置する。
- 村域は山がちな地形である。

## 歴史

### 村域の変遷
- 1889年（明治22年）4月1日 - 町村制施行により、下伊豆島村・上伊豆島村・安子島村・長橋村が合併し安積郡丸守村が発足。
- 1947年（昭和22年）8月19日 - 昭和天皇の戦後巡幸。新安積疎水緊急開拓農地開発事業場を視察[1]。
- 1954年（昭和29年）9月1日 - 丸守村は熱海町と合併し熱海町が発足。丸守村は消滅。

変遷表
| 1868年 以前 | 1868年 以前 | 明治9年        | 明治12年   | 明治22年 4月1日 | 昭和29年 9月1日 | 昭和40年 5月1日 | 現在   |
| ----------- | ----------- | -------------- | ---------- | --------------- | --------------- | --------------- | ------ |
|             | 下伊豆島村  | 喜久田村の一部 | 下伊豆島村 | 丸守村          | 熱海町          | 郡山市          | 郡山市 |
|             | 上伊豆島村  | 丸守村の一部   | 上伊豆島村 | 丸守村          | 熱海町          | 郡山市          | 郡山市 |
|             | 安子島村    | 丸守村の一部   | 安子島村   | 丸守村          | 熱海町          | 郡山市          | 郡山市 |
|             | 長橋村      | 丸守村の一部   | 長橋村     | 丸守村          | 熱海町          | 郡山市          | 郡山市 |
|             | 長橋村      | 菱形村の一部   | 長橋村     | 丸守村          | 熱海町          | 郡山市          | 郡山市 |

## 大字
- 下伊豆島（しもいずしま）
- 上伊豆島（かみいずしま）
- 安子島（あごがしま）
- 長橋（ながはし）

## 人口・世帯

### 人口
総数 [単位： 人]
| 1889年（明治22年） | 1,882 |
| 1920年（大正 9年） | 2,920 |
| 1947年（昭和22年） | 4,022 |

### 世帯
総数 [単位： 世帯]
| 1920年（大正 9年） | 500 |
| 1947年（昭和22年） | 687 |

## 交通（廃止直前）

### 鉄道
- 日本国有鉄道（ → 東日本旅客鉄道）
  - ■磐越西線
    - 安子ケ島駅

### 道路
- 二級国道
  - 国道115号（ → 国道49号）